# Hirta
Pour les articles homonymes, voir Hirta (homonymie).
Hirta, en gaélique écossais Hiort, est une île du Royaume-Uni du nord-ouest de l'Écosse. Elle est l'île principale de Saint-Kilda, un petit archipel inhabité situé à l'ouest des Hébrides extérieures auquel il est rattaché géographiquement et administrativement.